# 브리슈니 영웅
브리슈니 영웅(IAST: Vṛṣṇi vīras), 일명 판차비라(IAST: Pañca vīra; '다섯 영웅')는 고대 인도의 문헌과 고고학 유적지에서 발견되는 전설적인 5인의 신격화된 영웅 집단이다. 이들에 대한 초기 숭배는 기원전 4세기경 마투라 근처 브리슈니 씨족에서 입증된다. 이 신격화된 영웅들과 관련된 전설들이 있으며, 그 중 일부는 브리슈니 씨족의 실제 역사적 영웅을 기반으로 할 수 있다. 이들에 대한 초기 숭배는 야크샤 숭배와 유사하게 교차-종파적이며, 힌두교의 초기 바가바타 전통과 관련되고, 자이나교와도 관련이 있을 가능성이 있다고 다양하게 기술된다. 이들과 이들의 전설 – 특히 크리슈나와 발라라마의 전설 –은 힌두교의 비슈누파 전통에서 중요한 부분이었다.
브리슈니 씨족은 이미 후기 베다 문헌에 알려져 있었다. 이들은 또한 파니니의 아슈타디야이 6.2.34절에도 언급되며, 크리슈나는 마하바라타 3.187.51절에서 크리슈나 바르쉬네야 ("브리슈니")로 언급된다. 텍스트 외에도, 고대 인도에서의 이들의 중요성은 마투라 근처에서 발견된 고대 비문과 아이하눔 (아프가니스탄) 유적에서 발굴된 주화에 의해 입증되는데, 이 주화들에는 그리스어 및 브라흐미 문자 전설과 함께 두 명의 주요 브리슈니 영웅의 이미지가 새겨져 있다.
브리슈니 영웅 신앙은 모라 우물 비문에서 시사하듯이 마투라에서 독립적인 신앙으로 존재했으며, 이후 점진적으로 비슈누파에 흡수되었다. 브리슈니 영웅들의 신격화는 바가바타파으로 알려진 바수데바-크리슈나 숭배를 중심으로 이루어졌다. 금석학적 증거에 따르면, 이들의 전설과 숭배는 기원 원년 시작과 함께 인도 다른 지역으로 빠르게 확산되었다. 브리슈니 영웅들은 일반적으로 상카르샤나 (바수데바 아나카둔두비와 데바키의 아들 발라라마-상카르샤나), 바수데바 (바수데바 아나카둔두비와 데바키의 또 다른 아들 바수데바-크리슈나), 프라듐나 (바수데바-크리슈나와 루크미니의 아들), 삼바 (바수데바-크리슈나와 잠바바티의 아들), 그리고 아니룻다 (프라듐나의 아들)로 식별된다.
아마도 기원후 1세기만큼 늦게까지도, 브리슈니 영웅 숭배(비라바다)는 브리슈니 영웅 숭배에서 진화한 후속 발산 숭배인 비유하 교리(비유하바다)보다 더 중요한 지위를 유지했다. 더 후에는 비슈누의 아바타라 체계로 발전했다. 전반적으로, 도리스 스리니바산에 따르면, "브리슈니 영웅이 비슈누 숭배에 흡수되는 과정은 매우 점진적이다. 이 통합 과정은 여러 브리슈니 영웅 숭배에 선행했으며 동시에 일어났다."
브리슈니 영웅들은 또한 뚜렷한 개별적인 특징을 가진다: 바수데바는 온화함과 강함과 연관되며, 상카르샤나는 지식과, 프라듐나는 여성의 힘과, 삼바는 남성의 힘과, 아니룻다는 맹렬함과 주권과 연관된다.

## 정체성

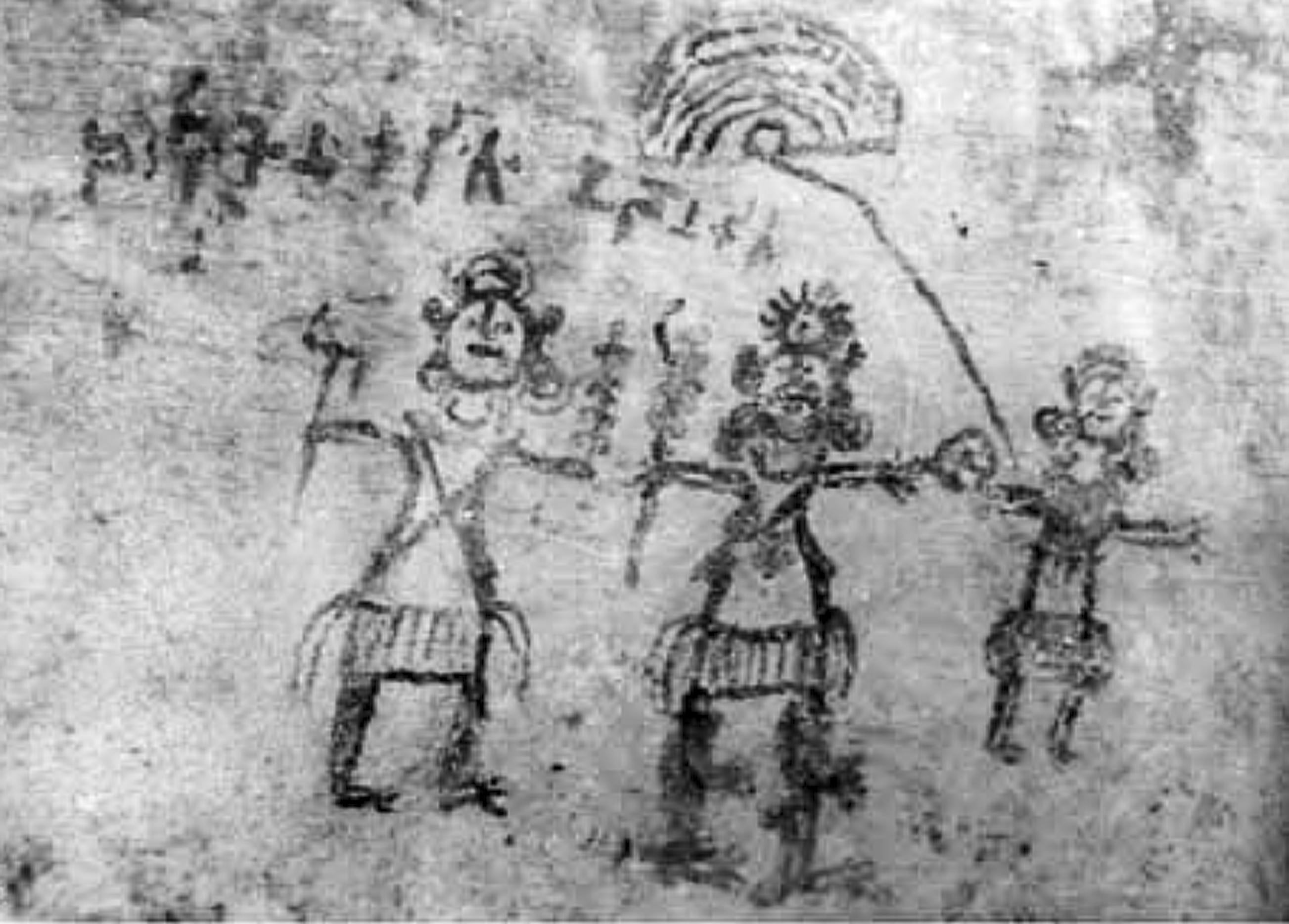
기원전 3세기-2세기, 마디아프라데시주 티클라의 암벽화에 그려진 브리슈니 삼신들. 이들은 쟁기와 철퇴를 든 상카르샤나, 철퇴와 바퀴를 든 바수데바, 그리고 여성 신격으로 아마도 에카남샤일 것이다.

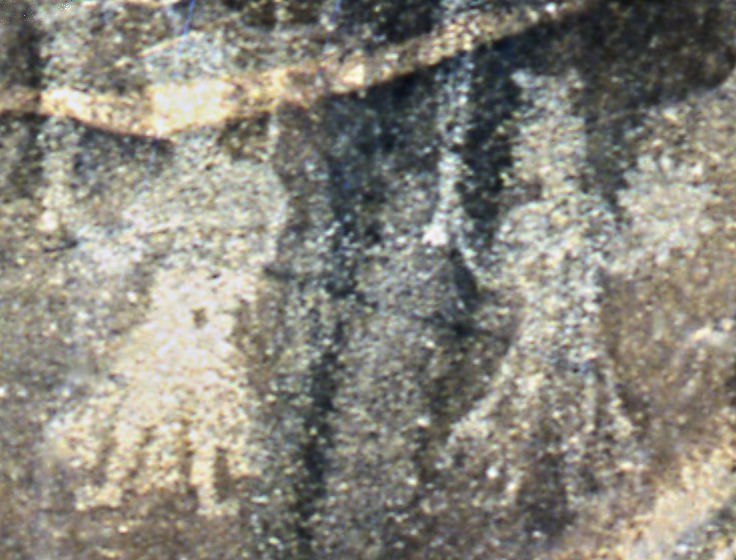
칠라스의 (발라)라마와 크리슈나. 근처의 카로슈티 문자 비문은 라마 [크리]샤라고 읽힌다. 기원후 1세기.

브리슈니 영웅들의 역사적 뿌리와 정체성은 불분명하다. 몇 가지 해석이 제시되었다.

### 신격이 된 지역 영웅들
로젠필드에 따르면, 브리슈니의 다섯 영웅은 마투라 지역의 고대 역사적 통치자였을 수 있으며, 바수데바와 크리슈나는 "이 왕조의 왕이었을 가능성이 있다"고 한다. 바유 푸라나 (97.1-2)에 따르면, 다섯 브리슈니 영웅은 원래 인간이었으며, 그들의 이름은 상카르샤나, 바수데바, 프라듐나, 삼바, 아니룻다였다.
이 영웅들은 다음과 같은 단계별 과정을 통해 비슈누파 신격으로 진화했을 것이다: 1) 브리슈니 영웅들의 신격화 2) 나라야나-비슈누 신과의 연관성 3) 신의 연속적인 발현인 비유하 개념으로 편입. 금석학적으로, 특히 바수데바의 신격 지위는 아가토클레스 디카이오스의 주화 (기원전 190-180년)와 헬리오도로스 기둥 비문 (기원전 110년경)의 헌신적인 성격에 의해 확인된다. 후에, 나라야나 (비슈누)와의 연관성은 기원전 1세기의 하티바다 고순디 비문에서 시사된다. 일반적으로 "기원 초기에 바수데바, 비슈누, 나라야나 숭배가 통합되었다"고 생각된다. 기원후 2세기경에는 "아바타라 개념이 초기 단계에 있었고", 쿠샨 제국 말기에 브리슈니 영웅들 중 삼바를 제외한 비슈누와 그의 네 가지 발현(즉, 차투르비유하)의 묘사가 미술에서 나타나기 시작했다.
바네르지도 이들이 비슈누의 아바타라로 간주된 반신격화된 전설적 왕이었을 수 있다고 보았다. 이는 현재 판차라트라 체계로 묘사되는 초기 형태의 비슈누파로 이어질 것이다. 또한 인도학자이자 힌두교 학자인 게이빈 플러드에 따르면, 바수데바는 실제 브리슈니 영웅 또는 왕에서 유래했을 수 있지만, 혈통을 확립하기는 어렵다고 한다. 이 바수데바는 브리슈니 씨족에서 신격화되었으며, 그의 숭배는 "바수데바의 신봉자" 또는 바수데바카를 언급하는 파니니의 4세기 텍스트로 추적될 수 있다. 바수데바는 이후 야다바 씨족의 크리슈나와 융합되었다. 시간이 지나면서 바수데바는 크리슈나 및 비슈누와 동일시되었다.
크리스토퍼 오스틴에 따르면, 브리슈니 영웅들은 마하바라타의 끝부분과 연결된 인물들로, 바가바드 기타에 나오는 크리슈나의 3세대 브리슈니와 그의 아들, 손자, 그리고 발라라마(상카르샤나)를 반영한다. 이 견해는 스리니바산과 바네르지가 두 푸라나 구절과 모라 우물 비문의 증거를 바탕으로 지지한다. 초기 힌두교에서는 다섯 브리슈니 영웅이 중세 바유 푸라나에서 알려진 대로 바수데바-크리슈나, 상카르샤나-발라라마, 프라듐나, 아니룻다, 삼바로 식별되었다.

### 초기 주화 (기원전 3세기-2세기)
브리슈니 영웅들은 기원전 190-180년경 아가토클레스 디카이오스의 주화에 등장한다: 가다 철퇴와 쟁기를 든 상카르샤나, 그리고 상카 (배 모양의 조개 또는 소라)와 수다르샤나차크라 바퀴를 든 바수데바가 그것이다. 이것은 두 신의 "가장 초기의 명확한 이미지"이다.
일부 인도 타각 주화에는 속성이 없는 세 인물이 나타나며, 아마도 기원전 4세기 후반에서 2세기 사이에 신격인 상카르샤나, 바수데바, 그리고 에카남샤일 것이다. 동일한 유형의 주화가 베스나가르에서도 발굴되었다.
일부 마우리아 후기 타각 주화에는 상카르샤나-발라라마의 모습이 나타날 수 있다. 그는 철퇴와 쟁기를 휘두르는 모습으로 그려진다. 이 타각 주화는 기원전 2세기로 거슬러 올라가며, 마투라와 관련이 있을 수 있다.

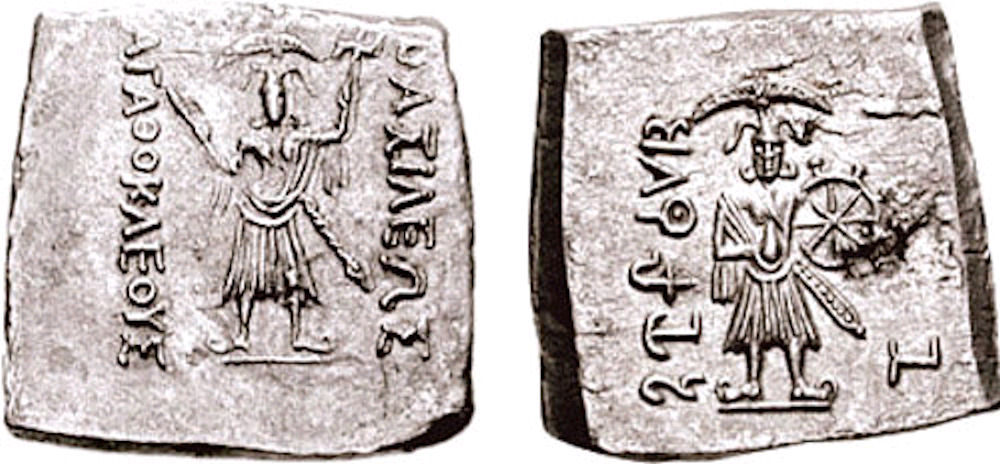
아가토클레스 디카이오스의 주화 (기원전 190-180년)
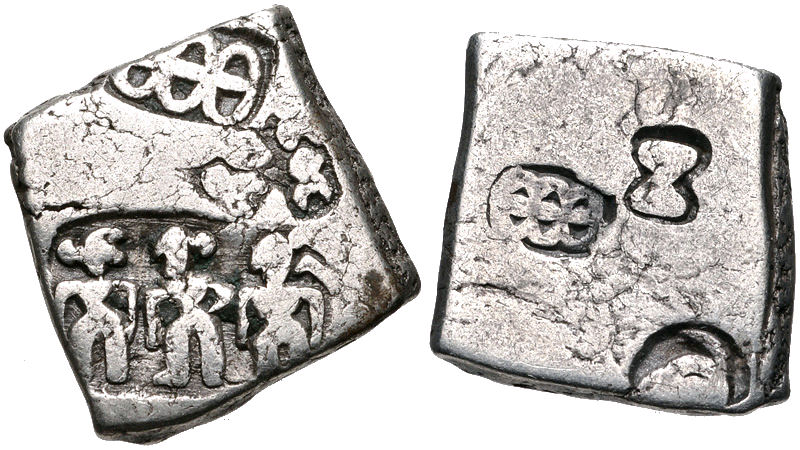
마우리아 제국. 기원전 4세기 말-2세기.
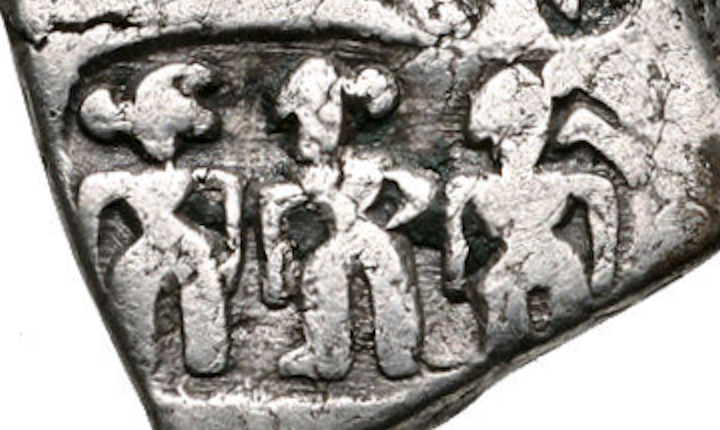
세 신을 담은 마우리아 타각 주화. 기원전 4세기-2세기
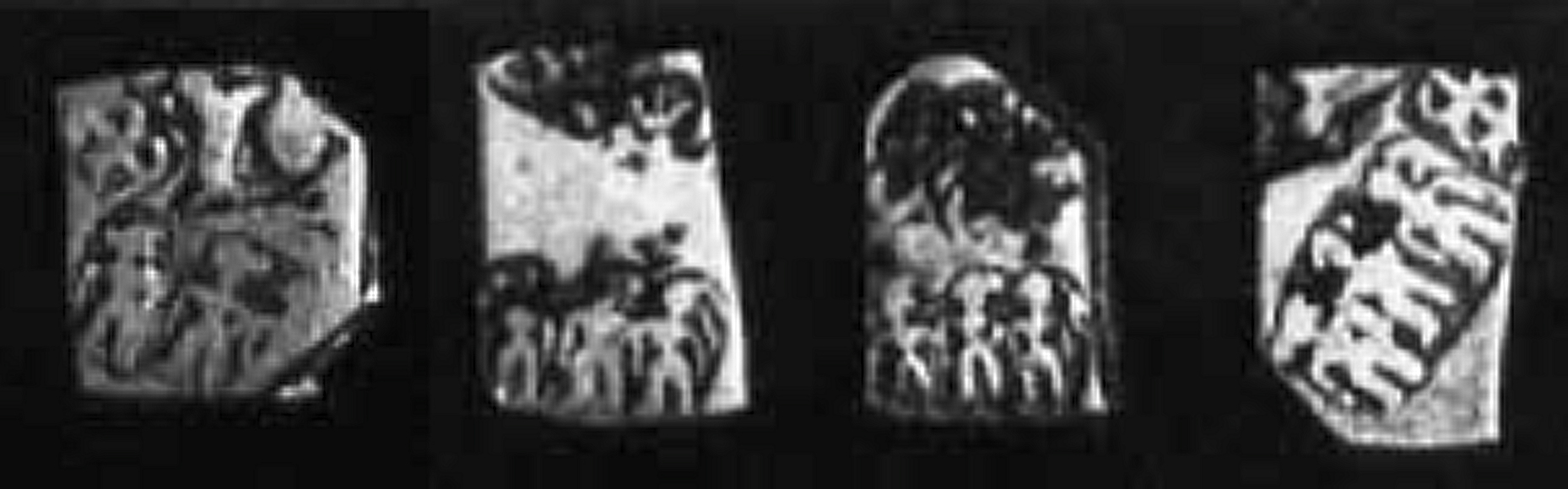
베스나가르에서 발굴된 타각 은화
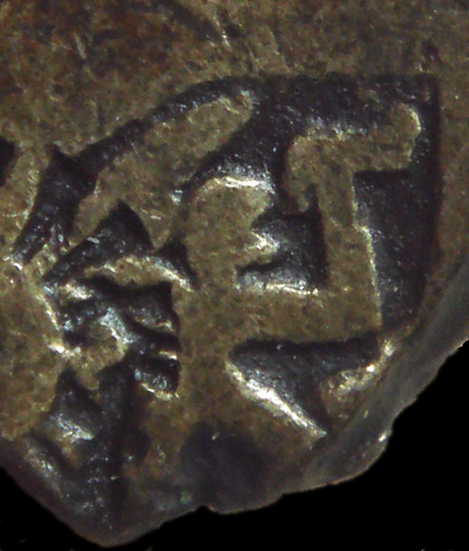
마우리아 후기 타각 주화에 발라라마의 모습이 담겨 있을 가능성 (세부)

### 자이나교
하인리히 루더스가 또 다른 이론을 제시했다. 10세기에서 12세기 자이나교 텍스트 분석을 바탕으로 루더스는 브리슈니 씨족이 자이나교에 뿌리를 두고 있을 수 있다고 제안했는데, 마투라에서 자이나교와 브리슈니 관련 고고학적 발견이 공존하고, 그 당시 마투라에서 자이나교의 강세가 있었음을 지적했다. 그는 브리슈니 영웅들을 발라데바, 아크루라, 아나드르슈티, 사라나, 비두라타라고 명명했는데, 이들은 모두 자이나교 영웅이며 아크루라는 사령관이었다.

### 교차 종파 신격들
퀸타닐라에 따르면, 브리슈니 숭배는 야크샤 숭배와 같이 교차 종파적이었을 수 있으며, "반드시 마투라의 비슈누파 신학의 뿌리를 나타내는 것은 아닐 수 있다"고 한다.

## 봉헌 구조물과 상징 (기원전 115년경)

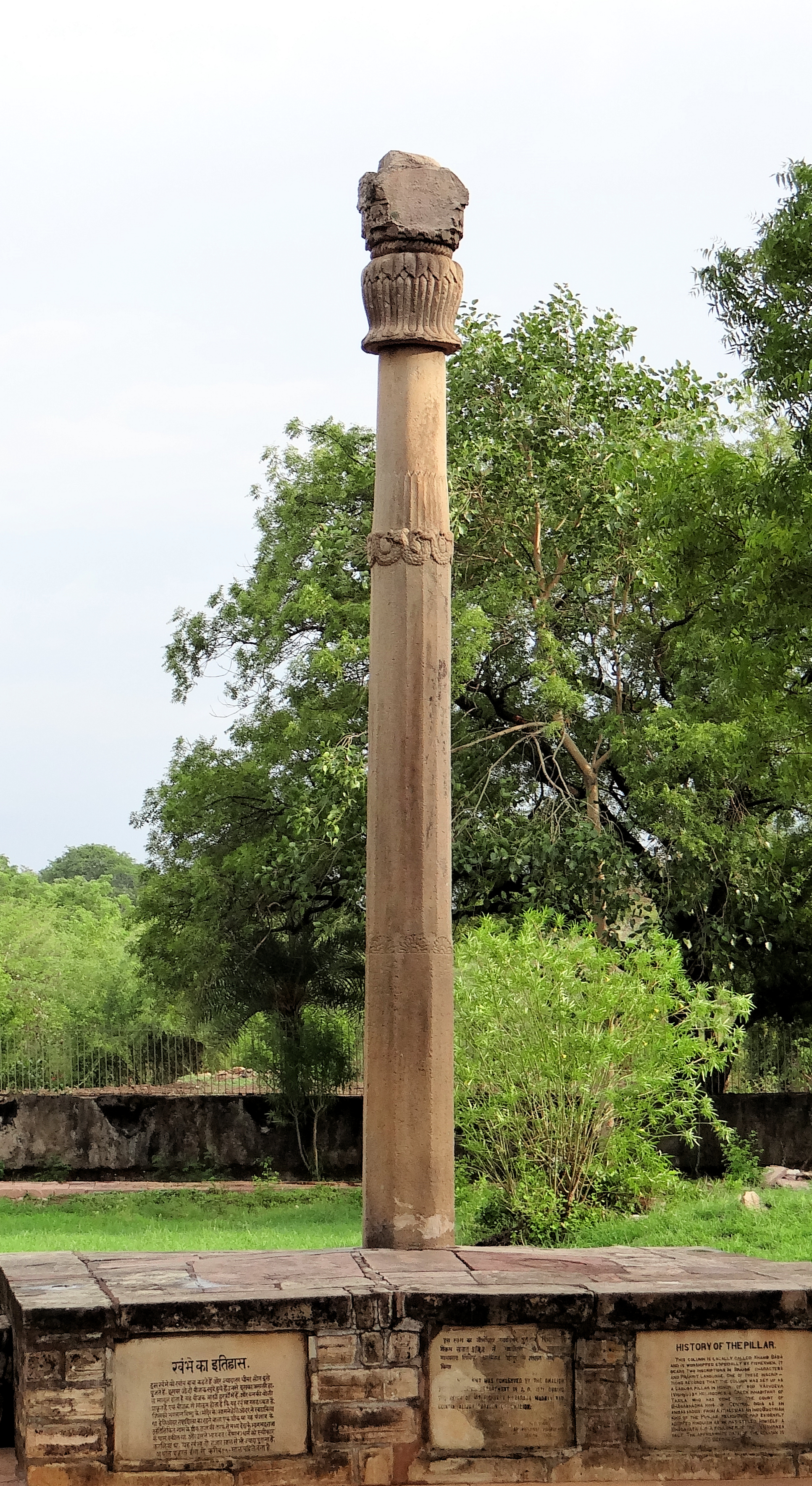
헬리오도로스 기둥은 그리스인 헬리오도로스에 의해 기원전 115년에 바수데바를 기리기 위해 세워졌다. 이 기둥 위에는 가루다 주두가 있었다.

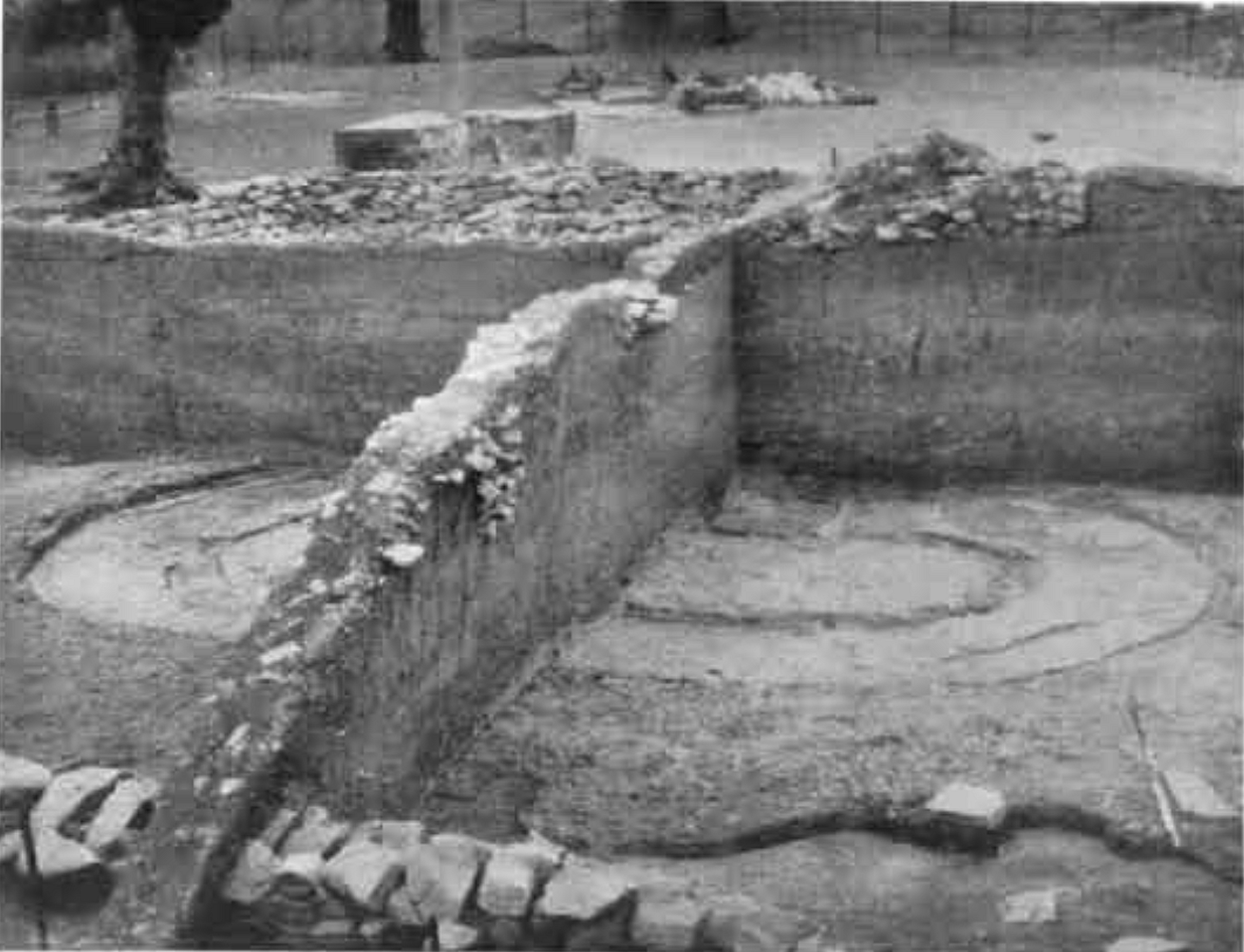
헬리오도로스 기둥 옆 브리슈니 사원의 타원형 평면 발굴. 헬리오도로스 기둥이 바로 뒤에 보인다.

기원전 약 115년으로 추정되는 헬리오도로스 기둥 부지 주변의 베스나가르에서 브리슈니 영웅들과 관련된 상징적인 조각상들을 가진 여러 기둥 주두가 발견되었다.
헬리오도로스 기둥 비문은 바수데바를 기리기 위해 세워진 기둥이 가루다-바즈라임을 설명하고 있지만, 가루다 조각상은 발견되지 않았다. 수잔 L. 헌팅턴에 따르면, 헬리오도로스 기둥 위에 있던 가루다 주두는 아마도 바르후트의 거의 동시대 부조 중 하나에 묘사된 휴대용 가루다 기둥과 유사했을 것이다. 바르후트에서는 말을 탄 남자가 킨나라와 유사한 새 인간 생물로 장식된 휴대용 기둥 표준을 들고 있는 모습이 보인다. 가루다 기둥에 대한 동일한 개념이 헬리오도로스 기둥에도 적용되었을 수 있다.
헬리오도로스 기둥 근처에서 다른 조각상과 주두가 발견되었으며, 이들은 바수데바의 친족들, 즉 브리슈니 영웅들과 바가바타 숭배의 대상에 봉헌된 것으로 생각된다. 이들은 탈라(부채-야자나무 주두), 마카라(악어) 주두, 반얀나무 주두, 그리고 바가바타 숭배와도 관련된 여신 락슈미의 상으로 추정되는 것들이다. 가루다가 바수데바와 연관되듯이, 부채-야자나무 주두는 일반적으로 상카르샤나와, 마카라는 프라듐나와 연관된다. 아슈타니디를 가진 반얀나무 주두는 락슈미와 연관된다. 사실상, 헬리오도로스 기둥 주변의 발견들은 이 시기와 지역에서 바수데사, 상카르샤나, 프라듐나 세 신으로 구성된 브리슈니 삼영웅신 숭배를 시사한다.
[===브리슈니 사원 구조===]
발굴 결과는 이러한 다양한 기둥들과 그 상징적 주두들이 일렬로 서 있었으며, 헬리오도로스 기둥은 그 중 하나로 줄의 끝에 서 있었다는 것을 시사한다. 기둥들은 아니코닉하지만, 현재는 소실된 신들을 나타내는 조각상들이, 아가토클레스 디카이오스 주화 (기원전 190-180년)에 묘사된 바수데바와 상카르샤나의 모습과 대체로 유사하게, 인접한 성소에 위치해 있었을 가능성이 있다.
1963-65년 발굴에 따르면, 이 유적지에는 벽돌 기초와 목재 상부 구조를 가진 타원형 신전이 있었을 가능성이 높으며, 이는 기원전 4세기에서 3세기로 거슬러 올라간다. 이는 기원전 200년경 홍수로 파괴되었다. 그 후 새로운 흙을 추가하고 지반을 높여 동향의 타원형 신전 앞에 목재 기둥(가루다 드바자)을 세운 새로운 두 번째 바수데바 사원이 건설되었다. 이 또한 기원전 2세기경 홍수로 파괴되었다. 기원전 2세기 후반, 지반 준비 후 또 다른 바수데바 사원이 재건되었는데, 이번에는 남북 주요 축에 정렬된 8개의 석주와 함께였다. 이 8개의 기둥 중 단 하나만 남아 있다: 헬리오도로스 기둥.

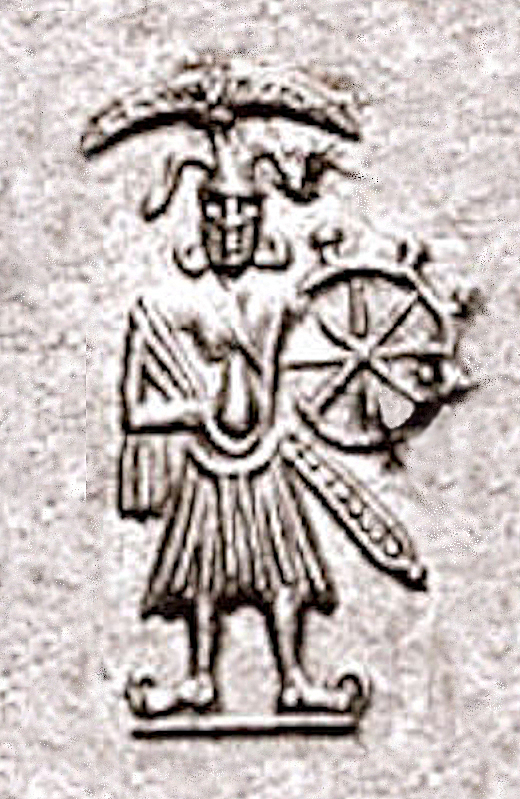
기원전 190-180년경 바수데바 묘사.
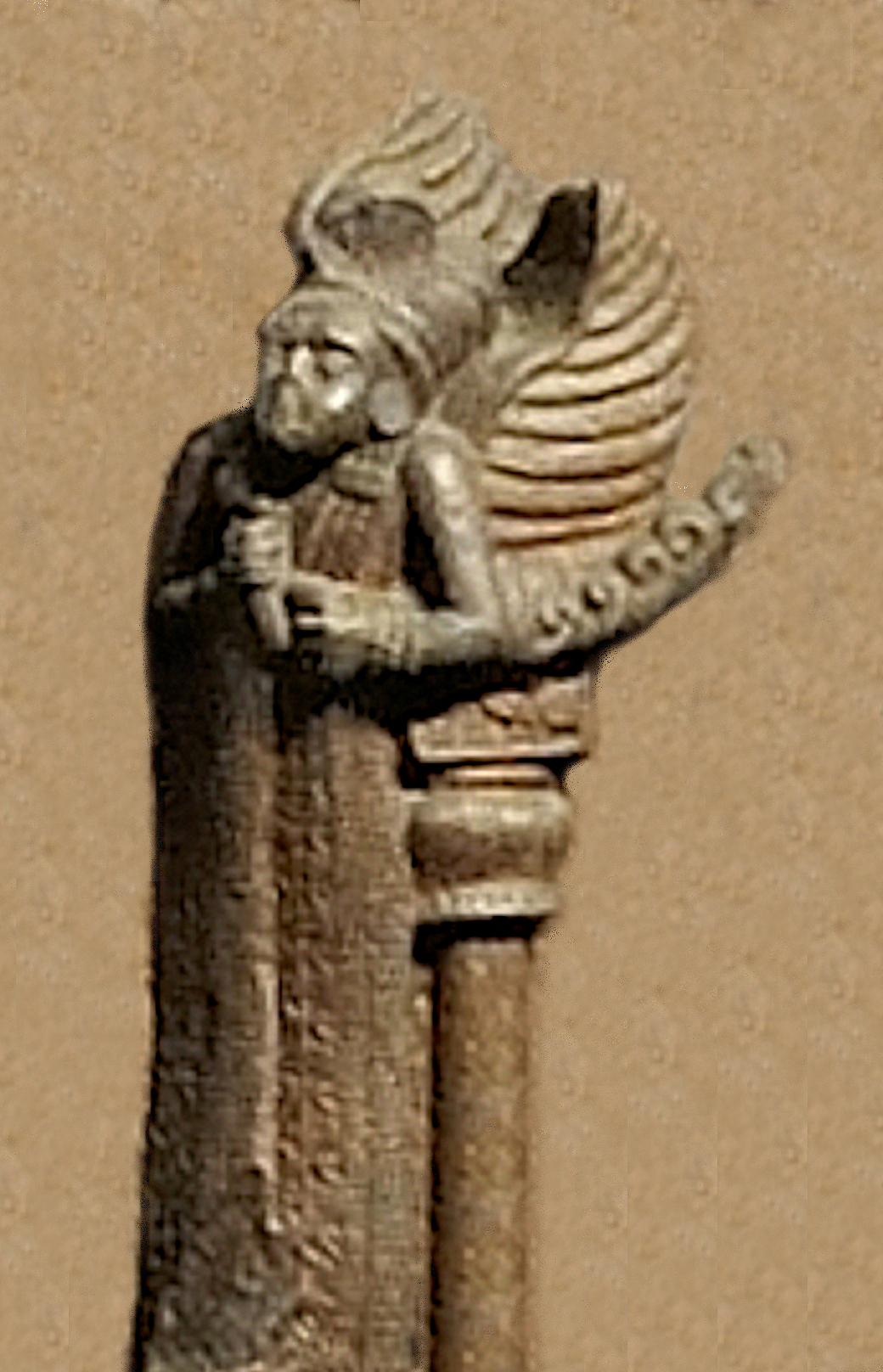
바수데바의 상징인 가루다는 아마도 기원전 100년경 바르후트의 이 디자인과 유사했을 것이다.
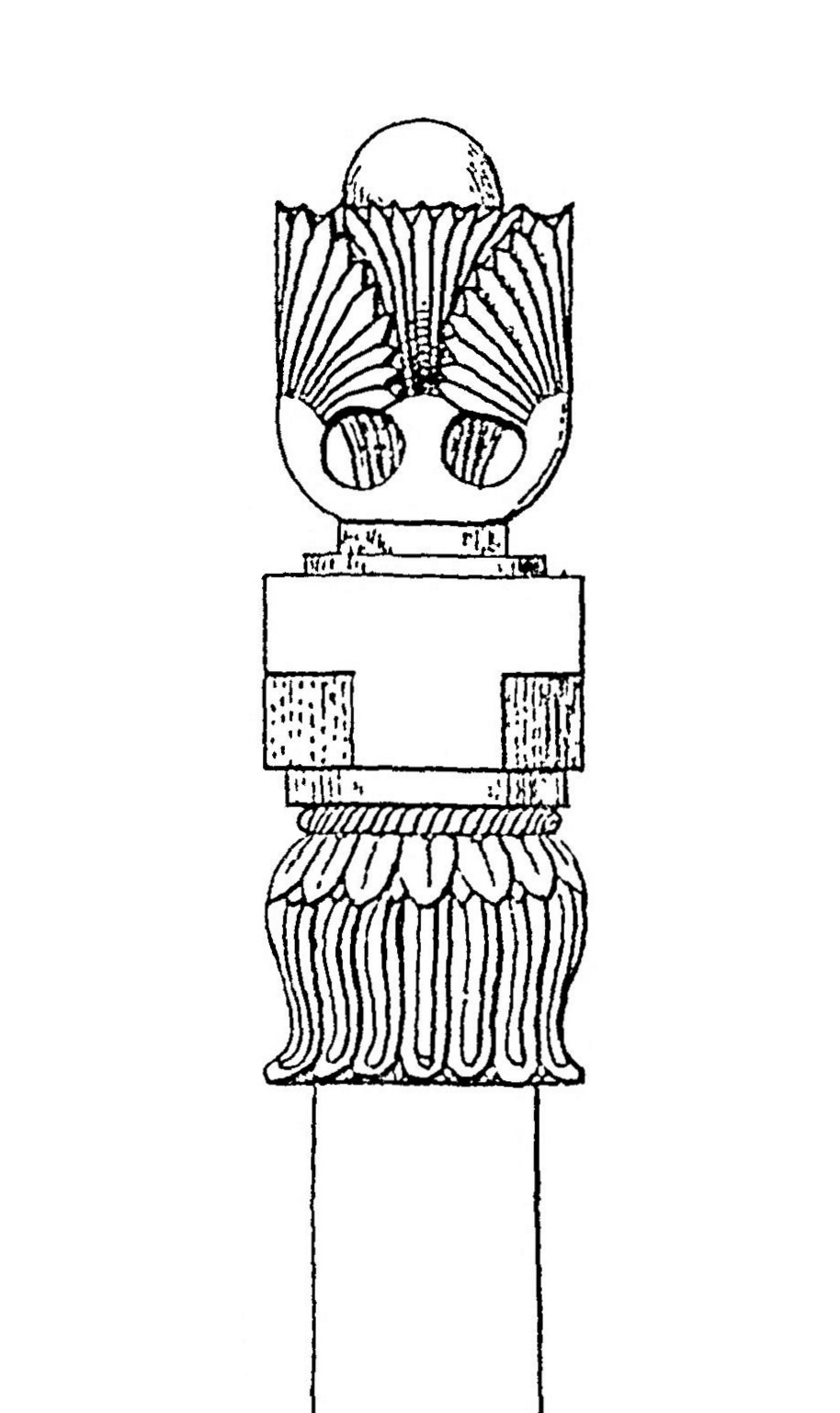
헬리오도로스 기둥 옆에서 발견된 부채-야자나무 주두는 상카르샤나와 관련이 있다.
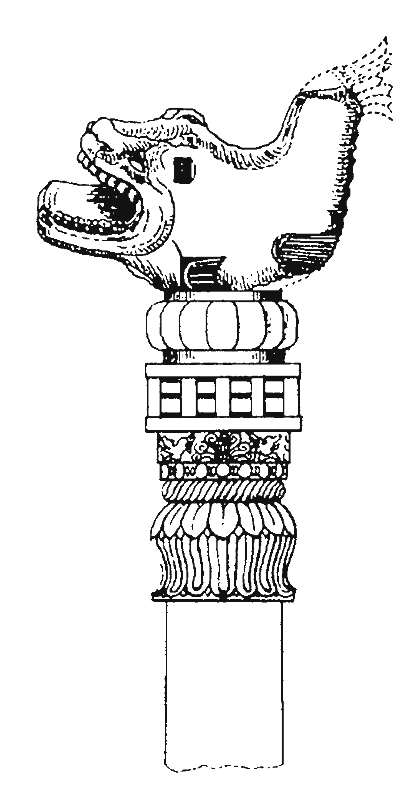
헬리오도로스 기둥 유적지에서 발견된 마카라 주두는 프라듐나와 관련이 있다.[41][50][42][43] 기원전 2세기.[51] 괄리오르 박물관
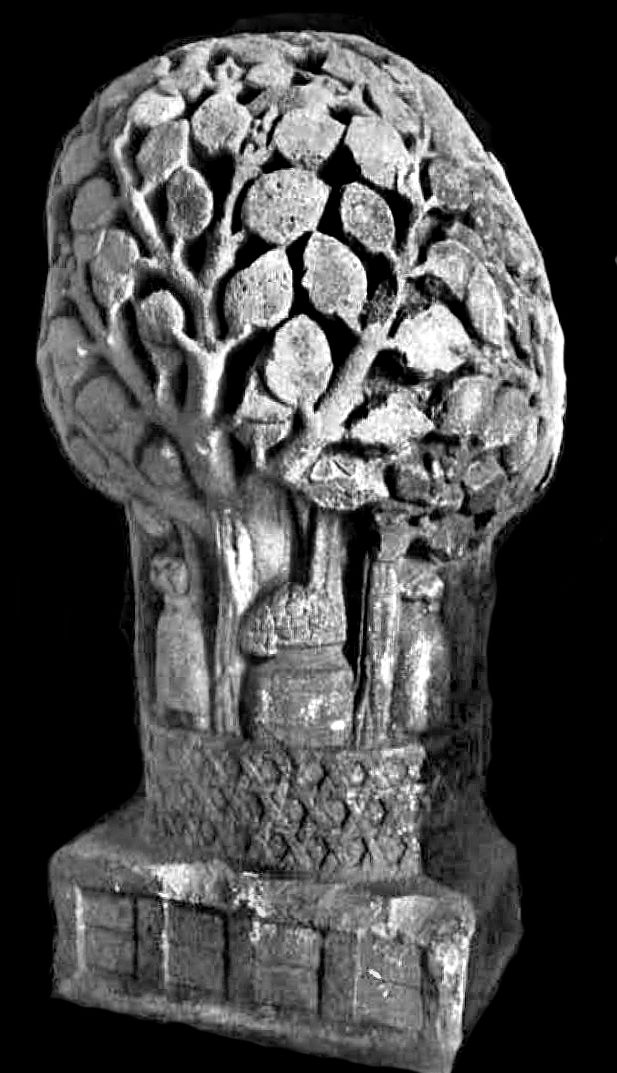
베스나가르 근처에서 발견된 칼파드루마 나무 모양의 기둥 주두는 아마도 락슈미와 관련이 있을 것이다.

## 인도-스키타이 주화의 상카르샤나 (기원전 1세기)

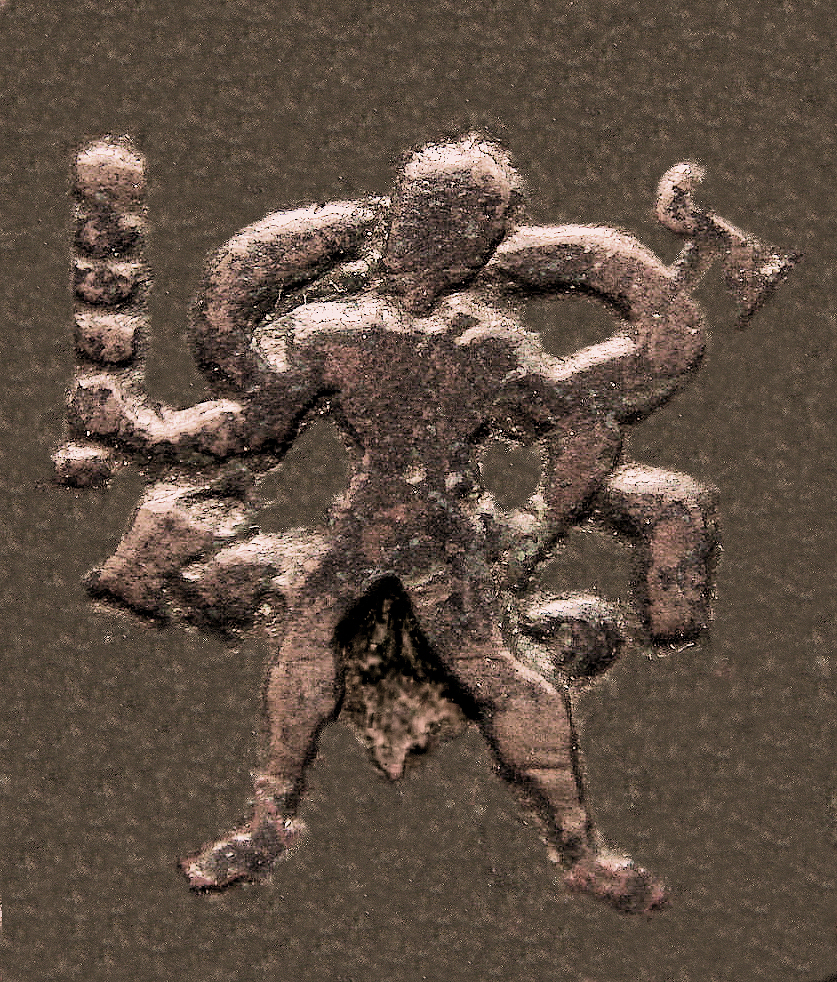
마우에스 (기원전 90-80년)의 주화에 그려진 철퇴와 쟁기를 들고 펄럭이는 스카프를 두른 채 앞으로 성큼성큼 걷는 상카르샤나-발라라마.

브리슈니의 연장자이자 바수데바가 우위를 차지하기 전까지 주요 신이었던 상카르샤나는 기원전 1세기 동안 인도-스키타이 통치자 마우에스와 아제스 1세의 주화에 등장하는 것으로 알려져 있다. 이 주화들은 그가 철퇴와 쟁기를 들고 있는 모습을 보여준다.

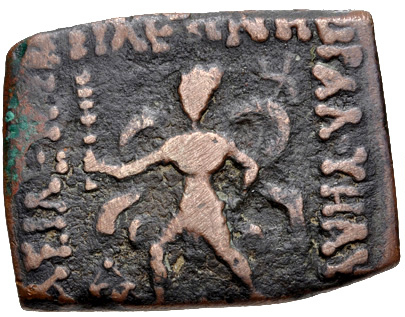
마우에스 (기원전 90-80년)의 주화에 새겨진 상카르샤나-발라라마
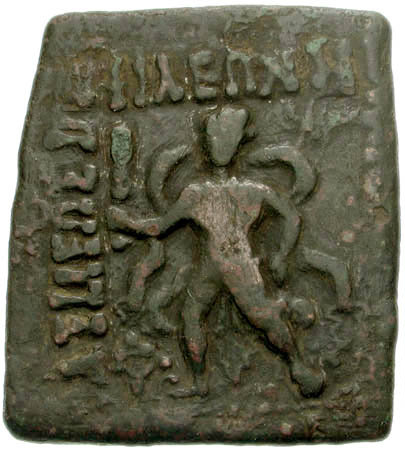
마우에스 (기원전 90-80년)의 주화에 새겨진 상카르샤나-발라라마
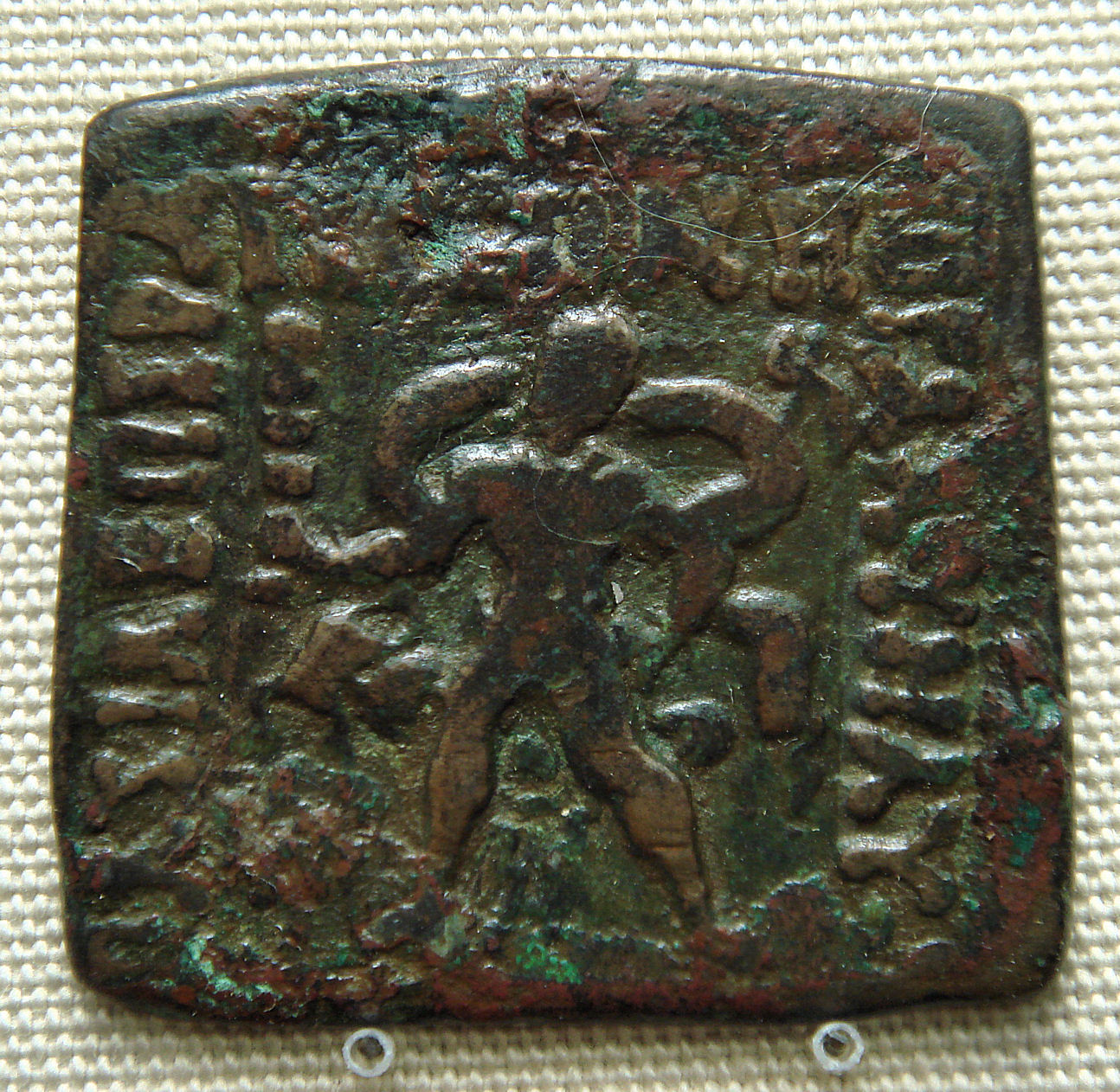
마우에스 (기원전 90-80년)의 주화에 새겨진 상카르샤나-발라라마
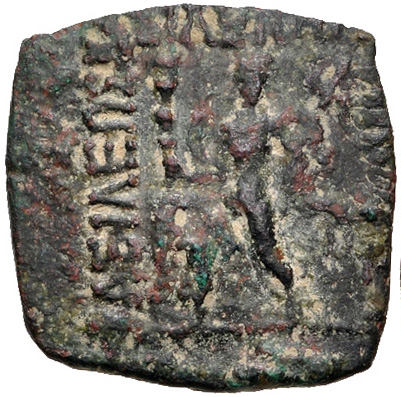
아제스 1세 (기원전 58-12년)의 주화에 새겨진 상카르샤나-발라라마

## 고순디 비문 (기원전 1세기)

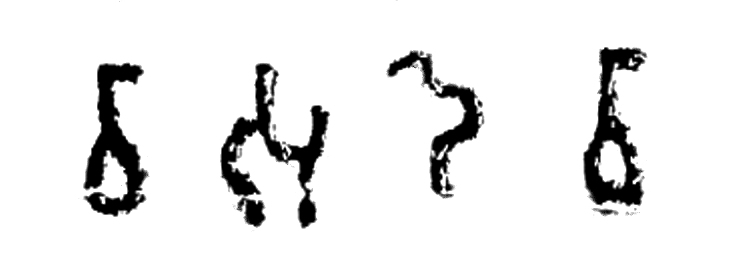
기원전 1세기 고순디 비문에 새겨진 브라흐미 문자로 쓰인 바수데바 (𑀯𑀸𑀲𑀼𑀤𑁂𑀯𑀸)라는 이름.

두 주요 브리슈니 영웅인 상카르샤나와 바수데바는 여전히 그들의 적절한 선임 순서대로 기원전 1세기로 추정되는 하티바다 고순디 비문에 다시 언급된다. 처음으로 그들은 더 높은 신성과 연관된 것으로 보이는데, 이 비문은 그들의 숭배가 나라야나의 구역에서 이루어진다고 언급하기 때문이다.

## 모라 브리슈니 영웅들 (기원후 15년경)

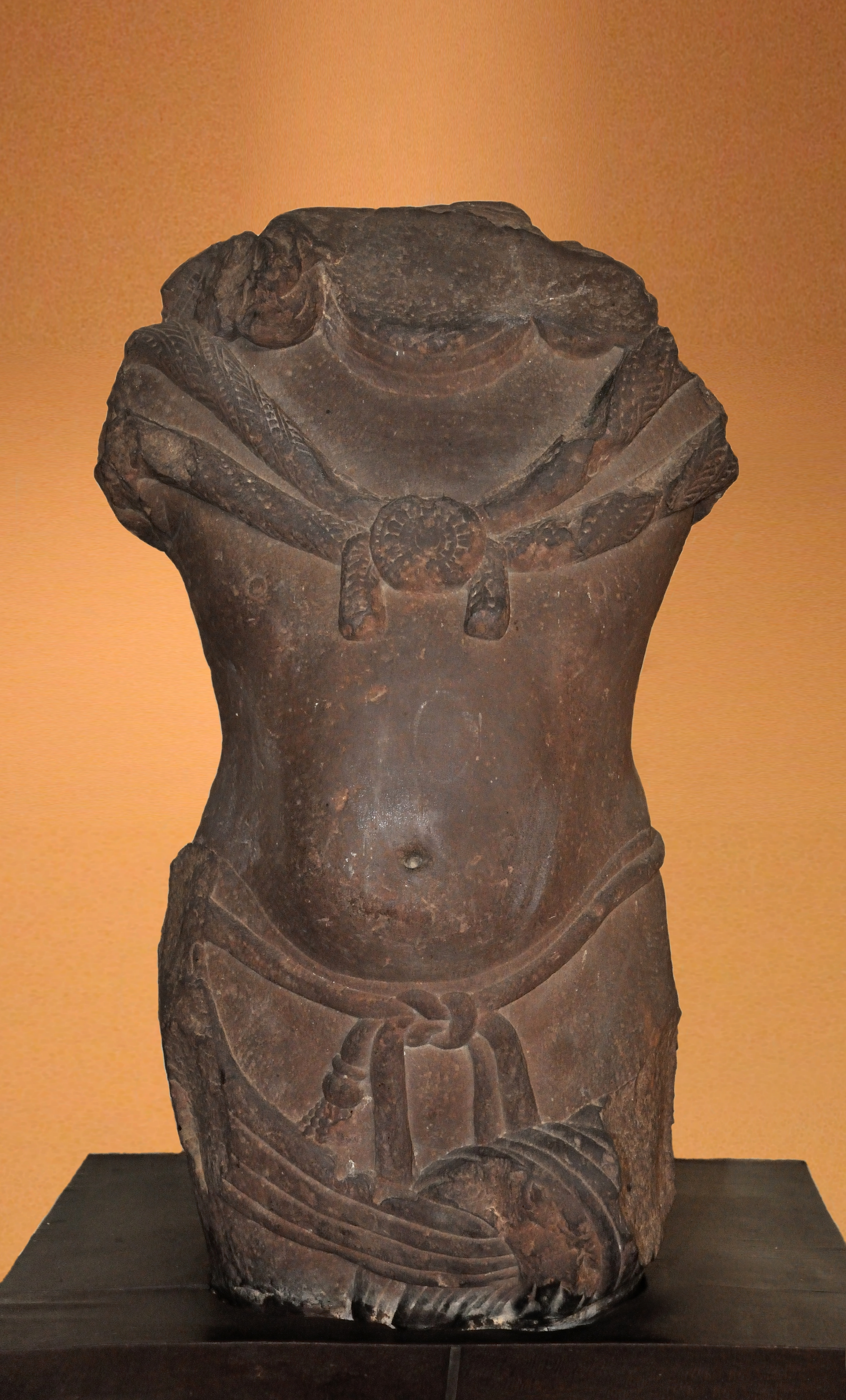
마투라 박물관 소장, 모라, 기원후 15년경 브리슈니 영웅 중 한 명으로 추정되는 토르소.

브리슈니 영웅들은 마투라의 모라 우물 비문에 언급되어 있는데, 이 비문은 북사트라프 소다사 시대의 것으로, 그들을 바가바타라고 부른다. 모라에서 발견된 조각상 파편들은 브리슈니 영웅들 중 일부를 나타내는 것으로 생각된다. 고도로 숙련된 기술과 인도 양식 및 의상을 특징으로 하는 두 개의 비문이 없는 남성 토르소가 언덕에서 발견되었다. 이들은 약간의 차이가 있지만 서로 유사하여, 일련의 일부였을 수 있음을 시사한다. 이들은 마투라에서 발견된 야크샤 조각상들과 일부 조각적 특징을 공유하는데, 예를 들어 입체 조각이나 의상 스타일 등이 그렇다. 소냐 리 퀸타닐라 또한 이 토르소들을 다섯 브리슈니에게 귀속시키는 것을 지지하며, 이들을 소다사 시대(기원후 15년경)로 연대 추정하는데, 이는 예술적 근거로 확인된다.

## 브리슈니 사원 (기원후 15년경)
브리슈니 사원에 대한 언급은 모라 우물 비문에 나타나며, 이 비문은 프라티마(무르티, 이미지), 석조 신전(사원)을 묘사하고 다섯 브리슈니를 바가바탐이라고 부른다. 이 비문은 소다사 통치 시기인 기원후 1세기 초, 아마도 기원후 15년경으로 거슬러 올라간다.
역시 사원에 속했을 것으로 추정되는 장식된 문설주는 바수 문설주 비문이 새겨져 있으며, 신 바수데바에게 헌정되었고, 북사트라프 소다사의 통치를 언급하며, 모라 문설주와 유사한 조각을 가지고 있다. 마투라의 이러한 문설주들과 많은 유사한 문설주들의 장식은 포도나무 덩굴 모양으로 구성되어 있다. 이들은 모두 소다사 통치 시기인 기원후 15년경으로 추정되며, 다른 마투라 조각품들의 연대를 평가하는 데 확실한 예술적 기준을 제공한다. 포도나무 디자인은 북서쪽 간다라 지역에서 유입되었으며, 북사트라프 통치자들의 북방 취향과 관련이 있을 수 있다고 제안되었다. 이러한 디자인은 또한 마투라에서 북방 예술가들의 작품 결과일 수도 있다. 간다라의 포도나무 디자인은 일반적으로 헬레니즘 미술에서 유래한 것으로 간주된다.

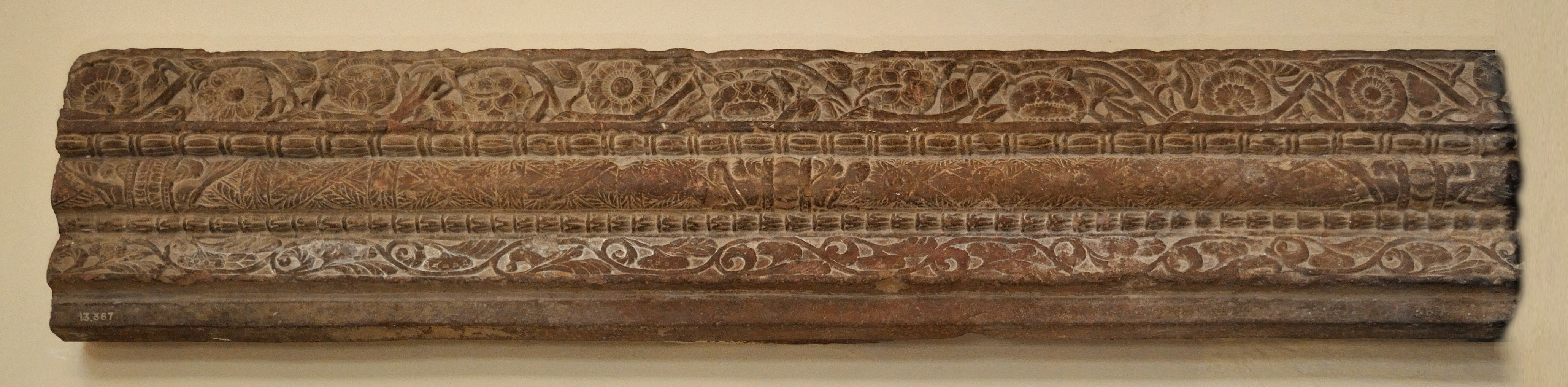
기원후 15년경 마투라 박물관 소장 GMM 13.367, 마투라의 바수 문설주, 바수데바에게 "소다사의 통치 시기"에 봉헌됨.
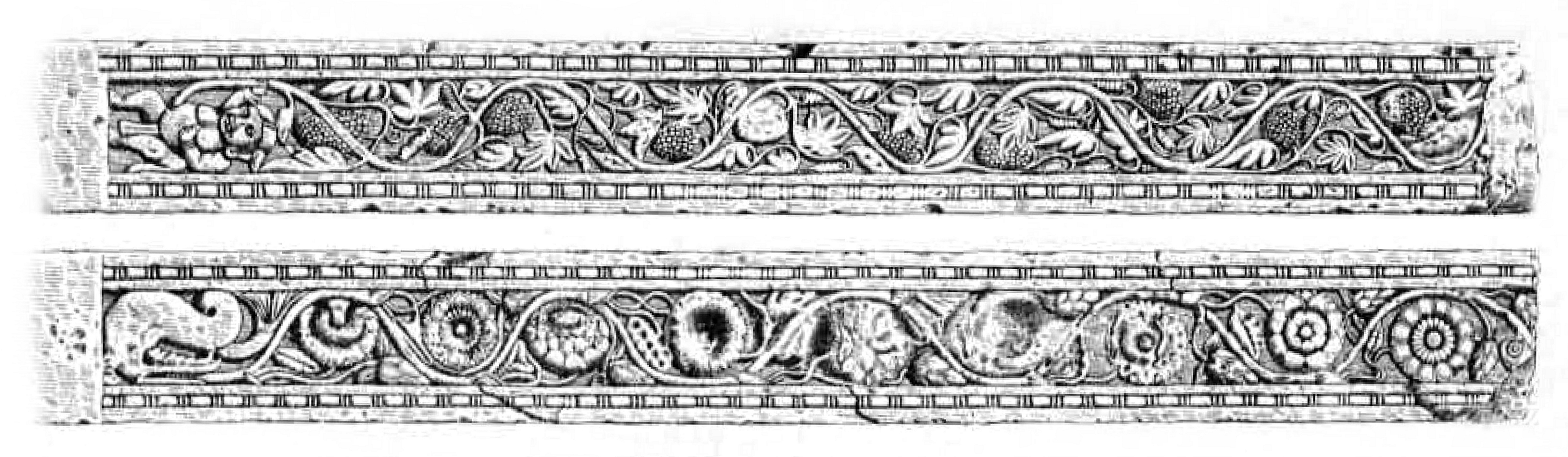
포도나무 덩굴 디자인의 모라 문설주, 아마도 기원후 15년경 마투라 근처 모라의 브리슈니 사원에 속했을 것이다. 러크나우 주립 박물관, SML J.526.

## 차문다 틸라 브리슈니 상징 (기원후 1세기)

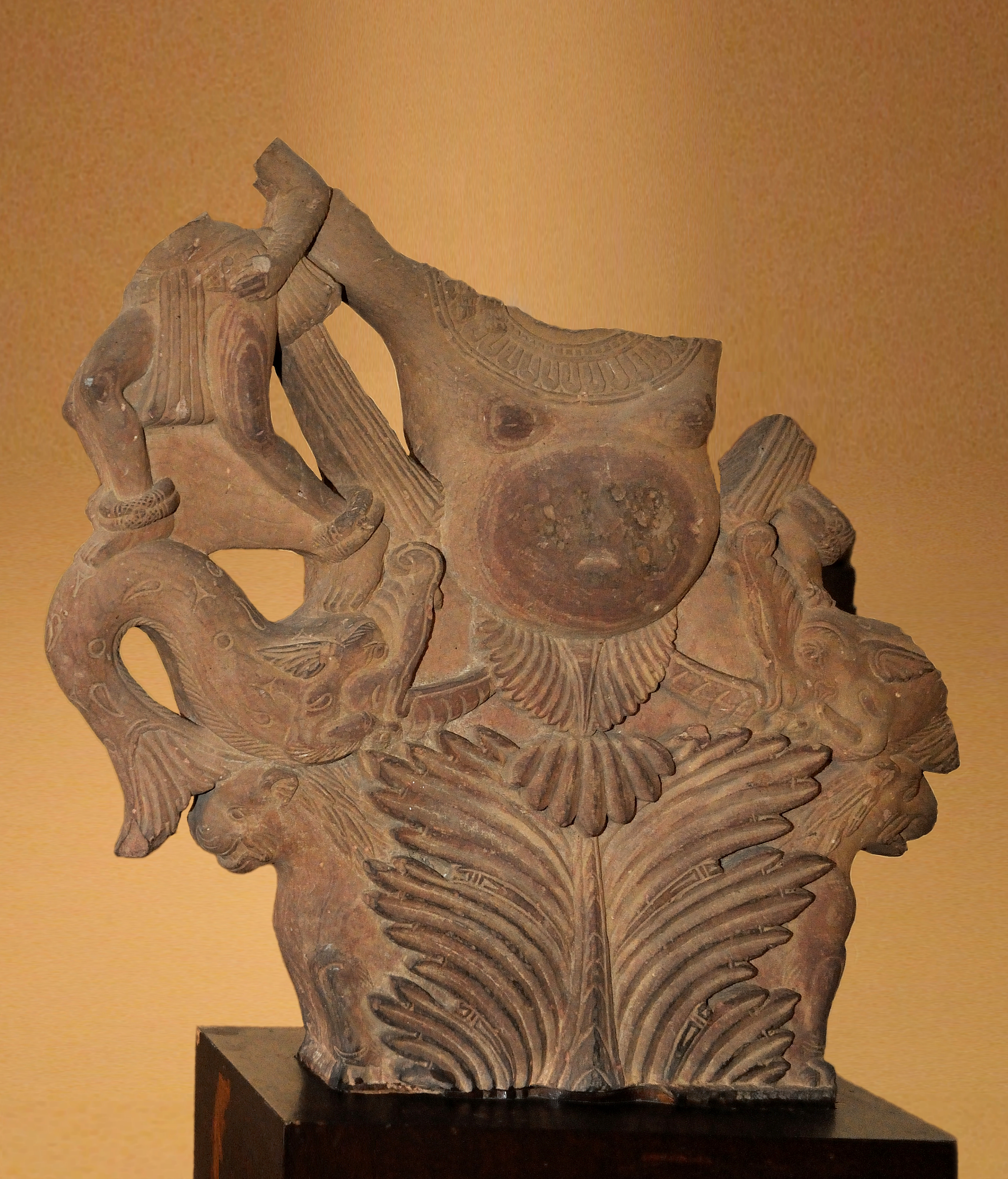
차문다 틸라 기둥 주두.

역시 마투라에서 발견된 차문다 틸라 기둥 주두는 마투라 지역의 브리슈니 숭배의 또 다른 예일 수 있으며, 이 경우에는 중심 인물 주변에 브리슈니 란차나 상징을 사용했다.
이 기둥 주두는 양면에 다섯 가지 상징을 사용한다: 사자, 야자나무 잎, 마카라, 장식된 여인, 그리고 중앙에 야크샤가 있으며, 상단 상징은 사라진 것으로 보인다. 탈라드바자(야자나무 잎 기둥)는 상카르샤나를 상징하고, 가루다드바자(가루다 기둥)는 바수데바를 상징하며, 마카라드바자(마카라 악어 기둥)는 프라듐나를 상징하고, 르샤드바자(흰 영양 기둥)는 아니룻다에 해당한다. 사자 기둥 주두는 삼바에 해당한다. 장식된 여인의 기능은 슈리 루크마니다.
중앙 인물은 야크샤의 도상학을 사용하며, 이는 모라 우물 비문과 함께 발견된 모라 조각상에서 볼 수 있듯이, 브리슈니 도상학과 야크샤 도상학의 연관성을 나타낸다.

## 삼신 (기원후 1-2세기)
마투라에서 기원후 1-2세기경으로 추정되는 몇몇 삼신상이 알려져 있는데, 이들은 바수데바와 상카르샤나를 그들의 속성과 함께 중앙에 서 있는 여성과 함께 보여주며, 이 여성은 에카남샤로 추정된다. 이 삼신상에서는 전사 영웅들의 혈연관계가 여전히 강조되며, 형제, 남동생, 여동생의 묘사에 초점을 맞추고, 형인 상카르샤나에게 여전히 비중을 둔다. 이들은 아직 완전히 신격화되거나 왕족으로 간주되지 않고, 조상 영웅들에 대한 바크티 숭배의 대상일 뿐이며, 봉안된 성상에 초점을 맞추는 전사 "크샤트리야" 영웅으로 여전히 제시된다.

## 차투르비유하 (기원후 2세기)

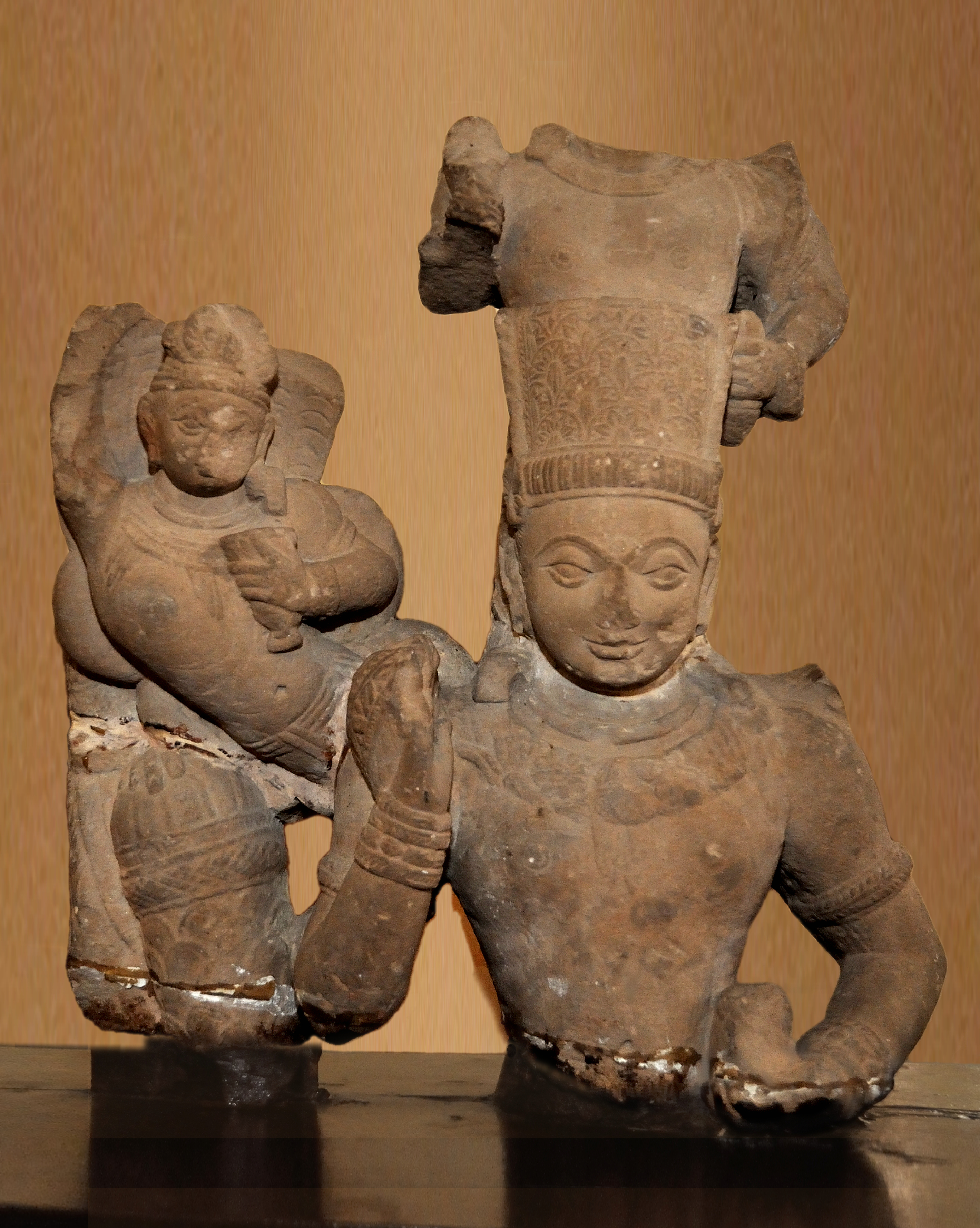
바수데바와 그로부터 발현되는 그의 브리슈니 친족들.

마투라 박물관에 있는 유명한 "차투르비유하" 조각상은 바수데바를 판차라트라 체계의 브리슈니 씨족 구성원인 상카르샤나, 프라듐나, 아니룻다와 함께 하나의 구성으로 보여주려는 시도이다. 삼바는 빠져 있으며, 바수데바가 다른 신들이 발현되는 중심 신이다. 부조의 뒷면에는 카담바 나무 가지가 조각되어 있어, 여러 신들 사이의 관계를 상징적으로 보여준다.
바수데바는 화려한 왕관과 꽃 목걸이를 하고 아바야 무드라를 취하며 옆구리에 장식된 무거운 철퇴를 들고 적절하게 중앙에 위치한다. 그의 형제 발라라마는 뱀의 후드 아래 그의 오른쪽에 있고, 그의 아들 프라듐나는 그의 왼쪽에 있으며 (사라짐), 그의 손자 아니룻다는 상단에 있다.

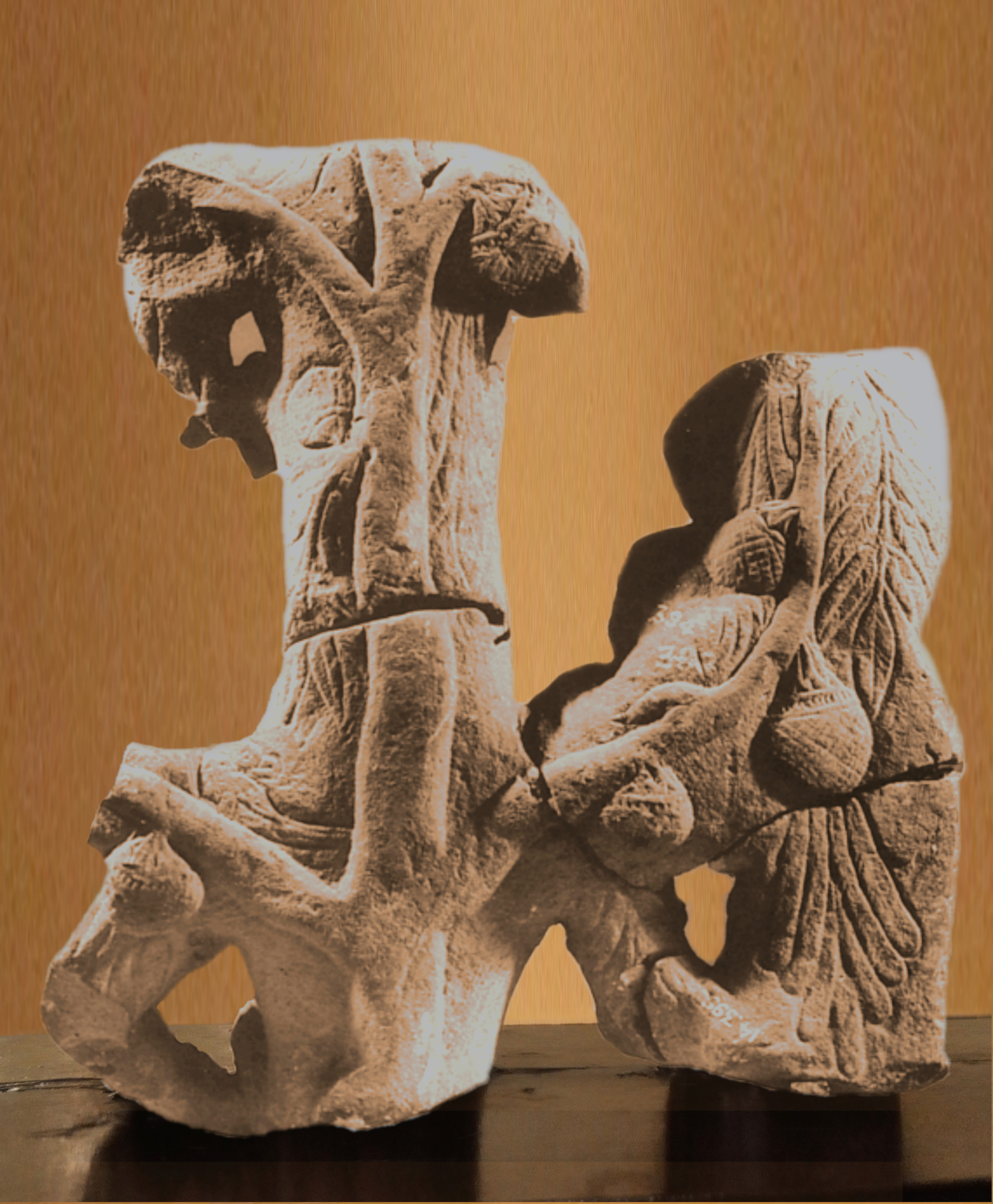
뒷면에 조각된 나무와 가지, 이들의 계보 관계를 보여준다.
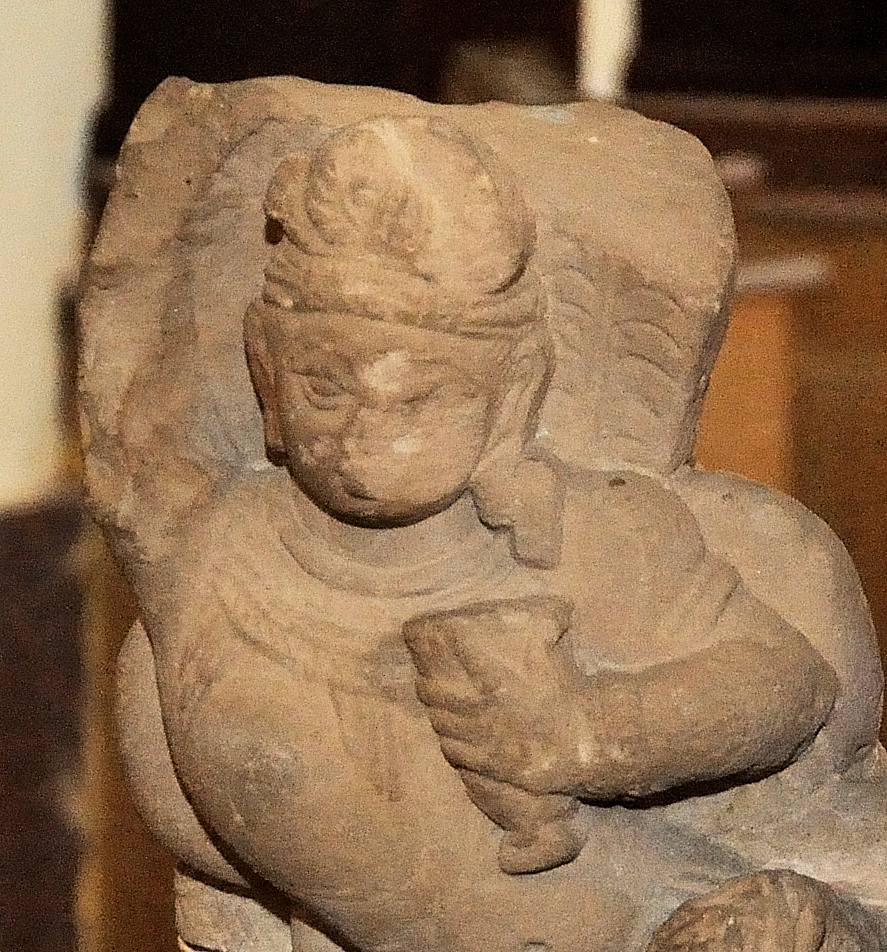
뱀 후드 아래 컵을 들고 있는 상카르샤나-발라라마
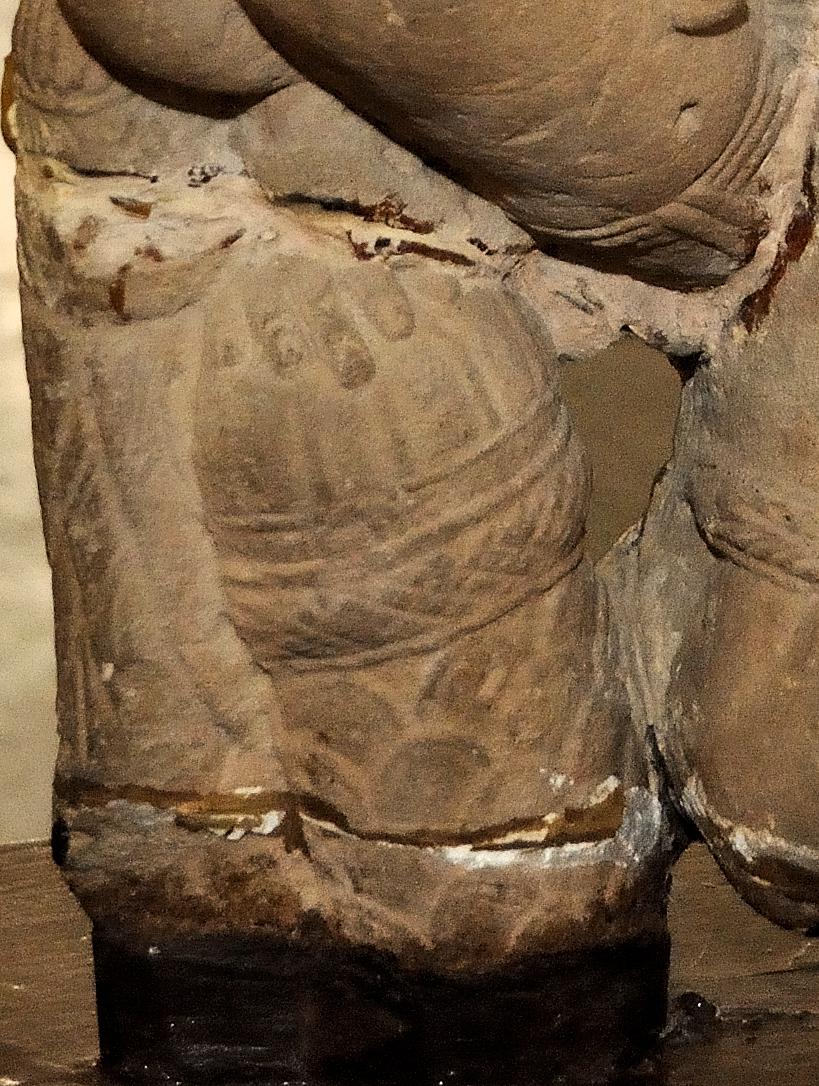
바수데바의 장식된 철퇴는 그의 보조 손 중 하나에 들려 있다.

## 바수데바의 숭배상 (기원후 2-3세기)

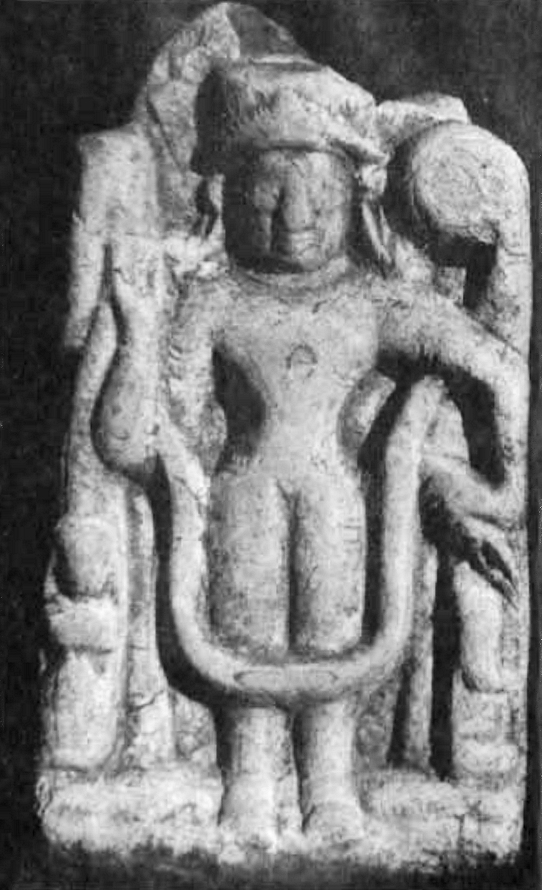

바수데바의 숭배상들은 기원후 4세기까지 계속 제작되었는데, 이 기간 동안 마투라 신에 대한 숭배는 비슈누에 대한 숭배보다 훨씬 중요했다. 2세기와 3세기로 거슬러 올라가는 조각상들은 네 팔을 가진 바수데바가 그의 속성들인 바퀴, 철퇴, 소라를 들고 서 있으며, 오른손은 아바야 무드라로 경배하는 모습을 보여준다. 굽타 시대에 이르러서야 비로소 비슈누 자체에 대한 숭배에 초점을 맞춘 조각상들이 나타나기 시작했는데, 이들은 바수데바 조각상과 동일한 도상학을 사용하면서도 어깨에서 시작되는 후광이 추가되었다.
기원후 4세기부터 바수데바-크리슈나의 독립적인 숭배상은 매우 드물어지고, 후광이 추가된 비슈누 상으로 대체된다. 이는 바이쿤타 차투르무르티로 알려진 비슈누 상의 인간 얼굴이 실제로는 그의 인간 발현인 바수데바-크리슈나의 얼굴임을 높은 확률로 시사한다.

## 콘다모투 브리슈니 영웅들 (기원후 4세기)
안드라프라데시주 군투르구 콘다모투의 부조는 기원후 4세기경의 것으로, 나라심하 주위에 계보 순서대로 서 있는 브리슈니 영웅들을 보여준다. 왼쪽에서 오른쪽으로, 그들은 다음과 같다: 사자 조각이 위에 얹힌 철퇴와 쟁기날을 들고 있는 상카르샤나, 아바야 무드라를 취한 손과 소라 껍질을 들고 허리에 얹은 다른 손을 가진 바수데바. 바수데바는 또한 왕관을 쓰고 있어 다른 이들과 구별된다. 이어서 활과 화살을 들고 있는 프라듐나, 와인 잔을 들고 있는 삼바, 그리고 검과 방패를 들고 있는 아니룻다가 있다. 그들이 나라심하 주위에 서 있다는 사실은 사트바타 숭배와 브리슈니 숭배의 융합을 시사한다.

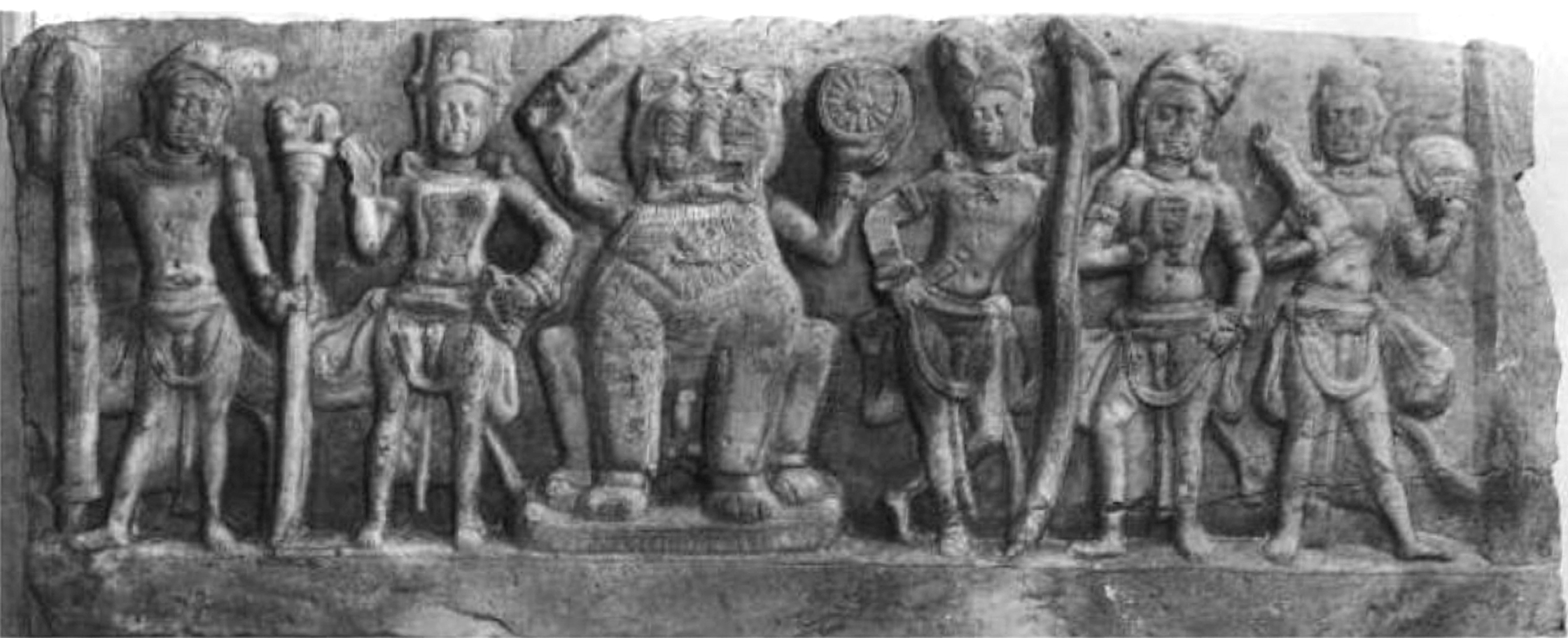
왕좌에 앉은 나라심하를 둘러싸고 서 있는 다섯 명의 브리슈니 영웅 상카르샤나, 바수데바, 프라듐나, 삼바, 그리고 아니룻다. 콘다모투 브리슈니 영웅 부조, 기원후 4세기, 하이데라바드 주립 박물관.

## 비슈누의 아바타라로의 진화 (기원후 4세기- )

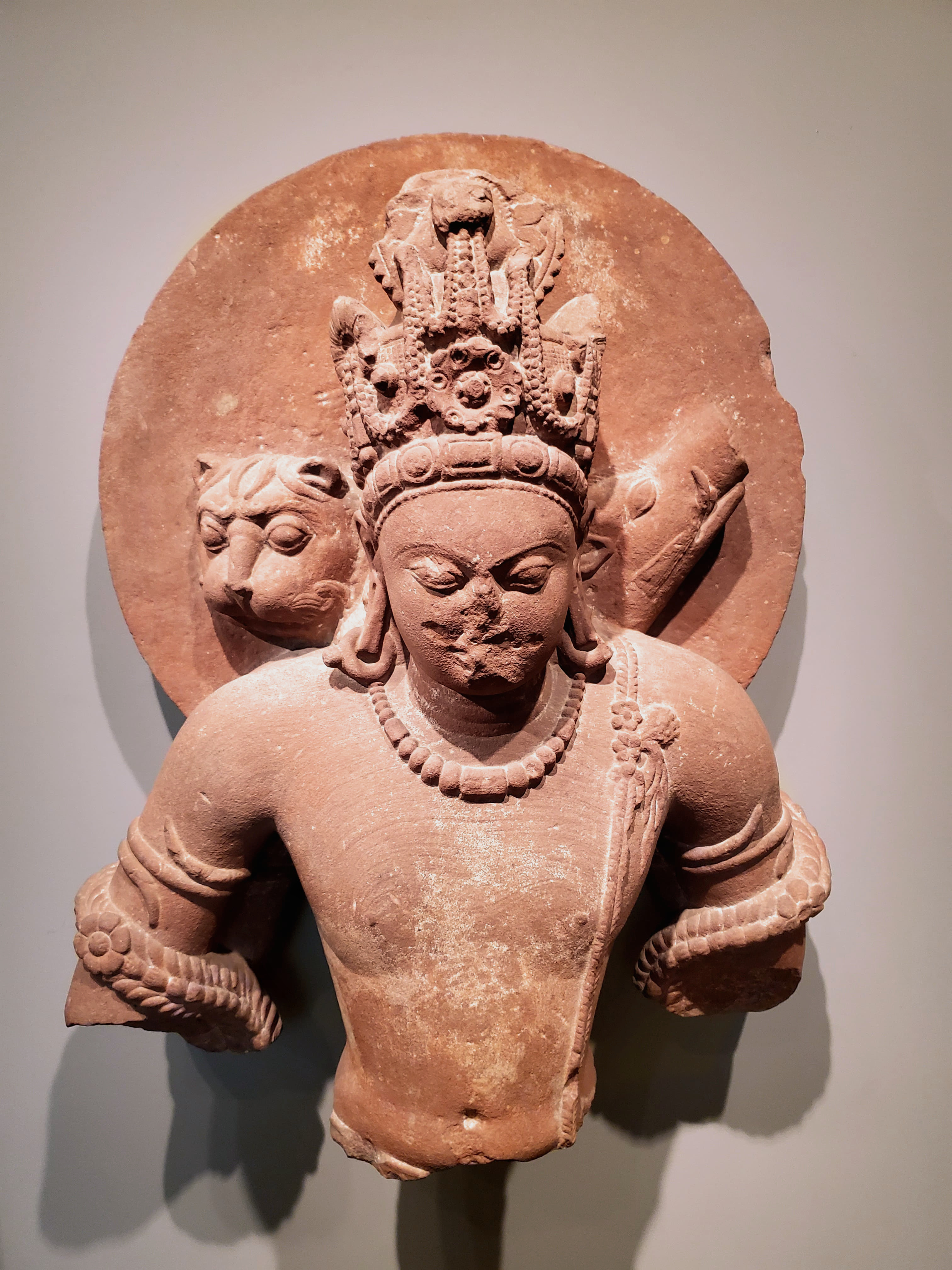
상카르샤나는 사자로, 아니룻다는 멧돼지로 나타나며, 이 바이쿤타 차투르무르티 조각상은 비슈누의 세 가지 주요 발현을 보여준다, 5세기 중반. 보스턴 미술관.

브리슈니 영웅들은 대부분 비슈누의 아바타라가 되어 기원후 4세기부터 비슈누파 체계에 편입되었다. 이 아바타라들은 이 시점부터 비슈누 조각상, 즉 바이쿤타 차투르무르티로 알려진 조각상에 결합되었다.
상카르샤나는 그의 수형적인 면모인 사자와 연관되게 되었다. 그는 나라심하로 식별될 수 있다. 상카르샤나는 일부 차투르비유하 조각상(비타 조각상)에서 사자로 나타나 바수데바의 조수로, 그리고 바이쿤타 차투르무르티에서는 그의 사자 머리가 비슈누의 머리 측면에서 돌출되어 나타난다.
아니루다는 그의 수형적인 모습이자 바라하로도 알려진 멧돼지와 연관되게 되었다. 아니룻다는 일부 차투르비유하 조각상에서 멧돼지로 나타나 바수데바의 조수로, 그리고 바이쿤타 차투르무르티에서는 그의 멧돼지 머리가 비슈누의 머리 측면에서 돌출되어 나타난다.
바이쿤타 차투르무르티, 특히 카슈미르의 조각상에서는 프라듐나 또한 때때로 중앙 비슈누의 머리 뒤쪽에서 무시무시한 신, 즉 카필라로 나타난다.

### 상징 체계
이 굽타 제국 시대의 다두 비슈누의 측면인 차투르비유하는 네 명의 브리슈니 영웅들이 그의 발현으로서 (동쪽으로는 상냥한 얼굴, 남쪽으로는 싱하 사자 얼굴, 북쪽으로는 바라하 멧돼지 얼굴, 서쪽으로는 라우드라 무서운 인간 얼굴) 비슈누 다르모타라 푸라나 (4세기에서 7세기 사이에 편찬)에 자세히 묘사되어 있다. 이는 판차라트라 교리에서 알려진 대로, 비슈누의 발현으로 제시되는 네 가지 비유하 상카르샤나, 바수데바, 프라듐나, 아니룻다의 묘사와 함께 이해되어야 한다. 이는 신들과 그들의 상징들 사이의 다양한 상응 관계를 확립한다:
틀:Pancaratra

## 다샤바타라 사원, 데오가르 (기원후 6세기)

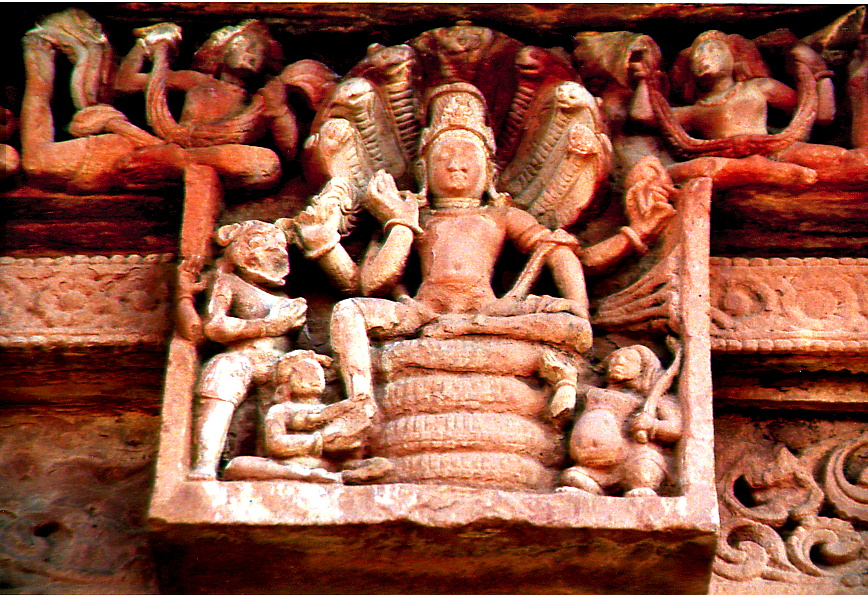
데오가르에 묘사된 바수데바. 그는 바퀴와 소라를 들고 아바야 무드라로 경배한다.

데오가르의 다샤바타라 사원은 비슈누 다르모타라 푸라나에 묘사된 상징적인 건축 양식과 밀접하게 관련되어 있으며, 비슈누의 네 가지 주요 발현인 바수데바, 상카르샤나, 프라디윰나, 아니루다를 중심으로 하는 차투르비유하 개념과 판차라트라 교리의 건축적 표현으로 해석될 수 있다. 루보츠키에 따르면, 입구는 비슈누의 바수데바 측면에 봉헌되었을 가능성이 높으며, 아난타샤야나 측면은 창조자로서의 그의 역할(아니룻다), 나라-나라야나 측면의 현자 형태는 우주적 존재를 보존하고 유지하는 그의 역할(프라듐나), 그리고 가젠드라모크샤 측면은 파괴자로서의 그의 역할(상카르샤나)을 나타낸다.

## 브리슈니 영웅들의 후기 묘사
브리슈니 영웅들 – 특히 크리슈나와 발라라마 –은 여전히 일부 힌두교 사원에서 찾아볼 수 있다.

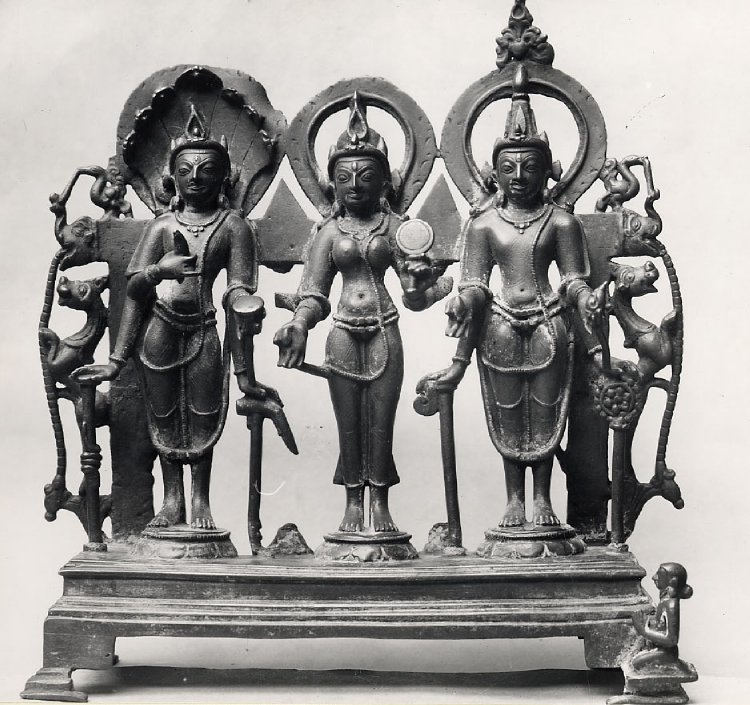
11세기 발라라마, 락슈미(또는 수바드라), 바수데바(크리슈나, 자간나트)
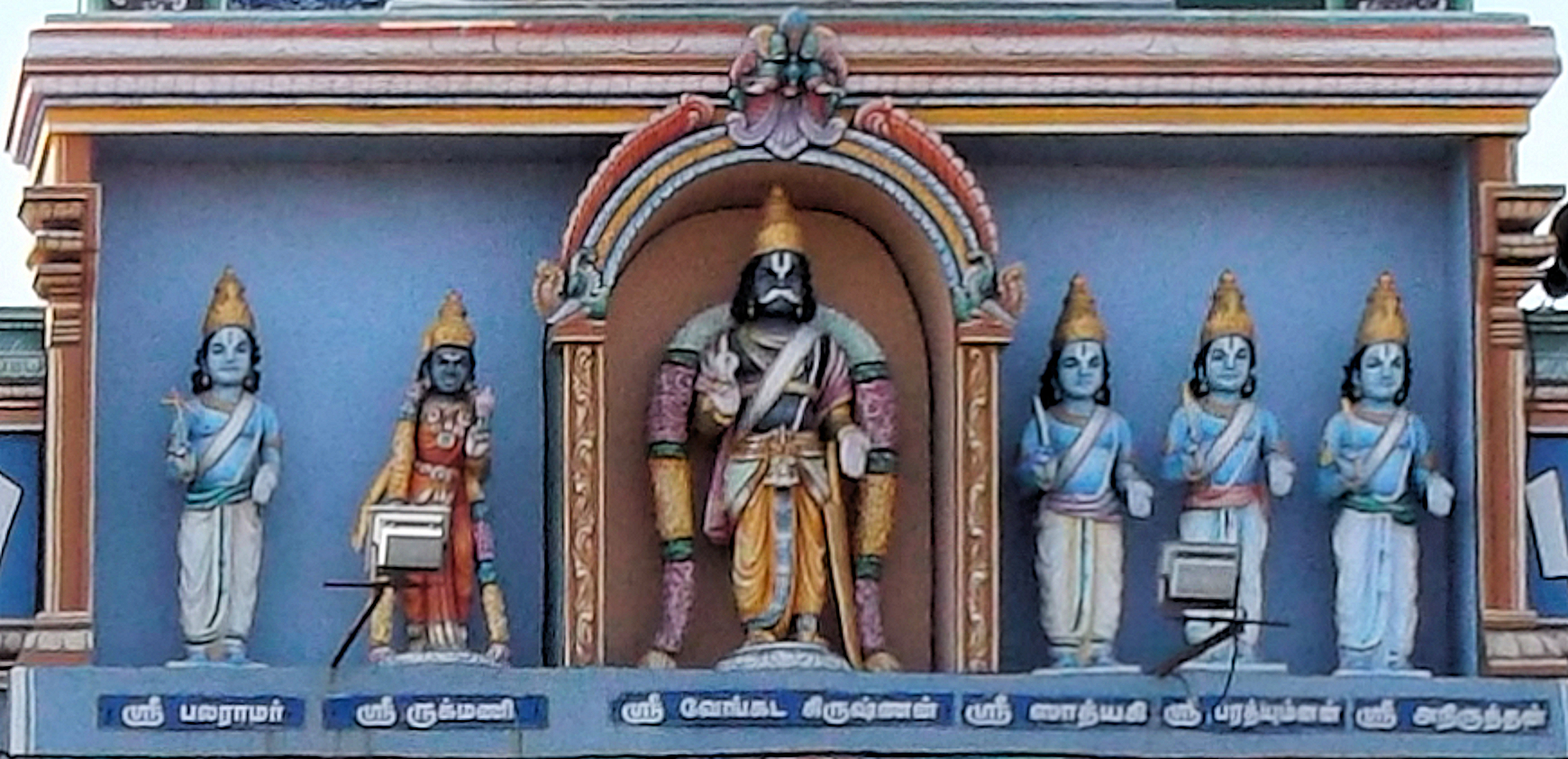
파르타사라티 사원 동쪽 토라나 입구에 서 있는 다섯 명의 브리슈니 영웅들. 왼쪽부터: 발라라마, 루크미니, 바수데바-크리슈나 (중앙), 프라듐나, 아니룻다, 그리고 사티아키

## 같이 보기
- 발라라마
- 비슈누파
- 바수데바
- 브리슈니